# Milacop
Milacopul (Umbrina cirrosa) este un pește răpitor, marin sau salmastricol, bentonic, din ordinul perciforme, care trăiește pe fundurile nisipoase sau mâloase de pe coastele europene și africane ale Oceanului Atlantic, în Marea Mediterană, Marea Roșie, Marea Neagră și Marea Azov. În Marea Neagra este rar întâlnit. În România în tot lungul litoralului; exemplare izolate în complexul Razelm și în melelele de la gurile Dunării. Intră sporadic din Marea Neagră în limanul Nistrului.
Obișnuit are o lungime de  22-40 cm; maximal 1,5 m și 32 kg. Are corpul relativ înalt, comprimat lateral. Spinarea și abdomenul rotunjite. Capul este scurt, cu gura subterminală și prevăzută cu o scurtă mustăcioară pe bărbie în formă de neg. Pe ambele fălci sunt mai multe rânduri de dinți foarte mici; caninii lipsesc. Dorsala unică prezintă o scobitură puternică între partea spinoasă și cea moale. Anala scurtă cu 2 spini, ultimul spin al analei osificat, dar subțire. Caudala ușor excavată, aproape trunchiată, colțurile ei rotunjite. Ventralele cu un spin și 5 radii moi, cu poziție toracică, se inserează puțin în urma pectoralelor. Linia laterală completă, continuându-se și pe caudală; ea este aproape paralelă cu linia spatelui. Marginea posterioară a preoperculului zimțuită; operculul cu o pereche de spini lați, îndreptați înapoi. Solzii acoperă tot corpul și aproape în întregime capul. 
Coloritul corpului cenușiu deschis sau brun-gălbui, cu 25-30 dungi brune îndreptate oblic dinapoi înainte pe spate și galben cu reflexe aurii și puncte negre pe laturi. Pe colțul posterior al operculului o pată întunecată. Dorsala, caudala și ventralele cenușii, pectoralele transparente, ușor roșcate și anala roșcată. 
Depune icre foarte mici, dar numeroase, în martie-aprilie pe pietre sau plante acvatice, în apropierea litoralului. Iarna se retrage spre adânc. Se hrănește cu pești mici (hamsii, scrumbii albastre, barbuni, etc.), viermi, crustacee, mai rar cu alge. Carnea acestui pește este albă și gustoasă, dar cu oase (mai ales vertebre) mari; specia este însă prea rară în apele României pentru a avea o importanță economică. 